# Débat sur la transition au capitalisme
 (mars 2025).
Le débat sur la transition porte sur les origines du capitalisme. Il constitue un débat majeur parmi les historiens depuis le milieu des années 1940. La publication du livre Études sur le développement du capitalisme (1946) par Maurice Dobb et l’échange qui s’ensuivit avec Paul Sweezy dans l'ouvrage La transition du féodalisme au capitalisme (1954) sont souvent considérés comme le point de départ de ce débat ,,,.
La contribution de Robert Brenner à partir de 1976 est fréquemment présentée comme ayant substantiellement transformé le débat sur les origines du capitalisme ,,.

## Débat de Dobb-Sweezy

### Contexte
Au début du XXe siècle, les explications marxistes sur l’origine du capitalisme se basaient généralement sur le « modèle de la commercialisation » tel que développé chez Adam Smith. Selon ce modèle, l’émergence du capitalisme est le produit d’une expansion quantitative des échanges commerciaux qui transforment qualitativement le système économique en réduisant les contraintes au marché et en incitant une recherche de gain de productivité. Le débat marxiste entourant cette transformation qualitative concerne alors la nécessité ou non d’une révolution bourgeoise complète pour détruire les rapports sociaux féodaux,.

### Débat
Maurice Dobb défend que la crise du système féodal qui a permis l’émergence du capitalisme provient des contradictions internes à ce système. Paul Sweezy soutient que le système féodal a été bouleversé par une force externe, soit la croissance du commerce.
Pour Dobb, la croissance des échanges monétaires n’entre pas en contradiction avec le système féodal. Ce mode de production se distinguerait du capitalisme par le fait que la classe productrice est encore en possession de ses moyens de production tout en étant obligée de donner une partie de sa production (en nature, en argent ou en travail) à une classe dirigeante, les seigneurs. Sous le capitalisme, le producteur, soit les membres de la classe ouvrière, ne possède plus les moyens de production, mais il est libre de contractuellement vendre sa force de travail à un capitaliste. Ce ne sont donc pas les échanges monétaires qui caractérisent le capitalisme.
Dobb avance que l’augmentation des opportunités offertes par le marché au XVe siècle en Europe de l’Est n’a pas amené la fin du féodalisme. Il oppose que l’augmentation de la production s’est opérée par une hausse des obligations des serfs envers leurs maîtres. Pour Dobb, c’est une contradiction interne au sein du féodalisme qui est responsable de sa chute. La source de cette contradiction proviendrait de la hausse constante des demandes de la classe dirigeante envers la classe productrice. Éventuellement, les serfs ne sont plus à même d’assurer leur survie et vont fuir vers les villes. Le manque de serfs force les seigneurs à louer les terres à des agriculteurs plutôt qu’à forcer des producteurs au servage. Les locations des terres se seraient imposées en Europe de l’Ouest à partir du XVe siècle en raison des crises économiques des derniers siècles, ouvrant la voie à une transition vers le capitalisme. Pour Dobb, avec l’affaiblissement de la structure de dépendance entre seigneurs et serfs, les artisans et agriculteurs sont devenus capitalistes puisqu’ils pouvaient désormais répondre aux opportunités du marché. Selon lui, les révolutions du XVIIe siècle en Angleterre et la révolution française de 1789 ont alors constitué l’élimination des vestiges féodaux et complété la transition.
Pour sa part, Sweezy oppose à Dobb que la hausse de la demande des classes dirigeantes envers leurs serfs « ne peut pas simplement être tenue pour acquise comme une caractéristique naturelle du féodalisme ». Pour lui, cette augmentation de la pression des classes dirigeantes est intimement liée à l’expansion du commerce au XIe siècle. Cette expansion est expliquée par l’accès à de nouveaux biens de consommation. De même, Sweezy doute que les paysans aient eu le pouvoir ou la volonté de déserter la terre pour se retrouver dépossédés de tous moyens de subsistance. Ce serait plutôt l’accroissement du commerce permettant le développement des villes aux XIIe et XIIIe siècles qui aurait engendré des incitatifs (liberté, emplois, statut social) à fuir l’oppression rurale. Cette attraction des villes a forcé les domaines seigneuriaux à faire des concessions, lesquelles ont été « nécessairement dans le sens d’une plus grande liberté et du transfert des cotisations féodales en rentes monétaires ». Les « exigences de nouvel ordre économique » ont mis un terme à la régulation coutumière de type féodal, car elle ne permettait pas l’efficience exigée pour une production destinée au marché.

## Débat Brenner

### Contexte
L’article de Robert Brenner « Structure des classes agraires et développement économique dans l’Europe préindustrielle » (1976) est considéré comme étant à l’origine de ce qui est appelé le débat Brenner,,. Ce débat est considéré comme le successeur du débat de Dobb-Sweezy.

### Critique du le modèle démographique
Brenner s’oppose partiellement au modèle démographique qu’il attribue à M. M. Postan et à Emmanuel Le Roy Ladurie. Selon ce modèle, le sous-développement sous le féodalisme s’explique par « l’hypothèse, premièrement, d’une économie incapable d’améliorer la productivité agricole et, deuxièmement, d’une tendance naturelle de la population à augmenter sur une offre limitée de terres ». Dès lors, l’offre de produit alimentaire n’arriverait plus à répondre à la demande ce qui nuirait à l’industrialisation en raison de l’impossibilité d’assurer la reproduction d’un salariat et le réinvestissement dans la productivité de la terre.
Pour Brenner, si cette théorie décrit le principe des crises malthusiennes, elle n’explique pas la divergence de trajectoires entre les différentes régions d’Europe alors qu’elles faisaient toute face aux mêmes dynamiques de croissance démographique durant le XIVe siècle.

### Critique du modèle de Dobb
L’explication de Brenner sur la transition reprend en partie les arguments initiaux de Dobb. Les deux acceptent la tendance du système féodal à subir une crise malthusienne telle qu’expliquée par le modèle démographique : alors que la population tend à augmenter, le système féodal engendre une stagnation de la productivité agraire, une parcellisation des propriétés seigneuriales, une baisse des rendements agricoles et, finalement, un effondrement démographique. Brenner adhère à la volonté de Dobb d’expliquer « le féodalisme en fonction de ses propres contradictions et conflits internes ». Or, pour Brenner, Dobb ne fait que montrer  que les classes dirigeantes contribuent aux crises du féodalisme, sans élucider l’évolution vers la transition en fonction de ces conflits internes. Brenner reproche à Dobb de défendre en fin de compte que l’arrivée du capitalisme se soit opérée à travers la montée d’une bourgeoisie externe au système féodal, comme si cette bourgeoisie avait émergé de la production d’elle-même.

### Critique du modèle de commercialisation
Brenner s’oppose au modèle de la commercialisation. Selon lequel la transition du féodalisme au capitalisme est déterminée par les forces du marché qui engendreraient un déclin du servage et la montée d’une agriculture capitaliste.
Brenner décrit certains auteurs, comme Paul Sweezy, André Gunder Frank et Immanuel Wallerstein, comme étant des marxistes néo-smithien, en référence aux travaux d’Adam Smith . Ces auteurs tiendraient pour acquis que les individus, une fois libérés des contraintes au marché, ont une tendance naturelle à agir en fonction de la « loi de l’offre et de la demande ». Or , pour Brenner, seuls sous le capitalisme, les agents, dépossédés de moyens non marchands pour assurer leur survie économique, sont dépendants pour leur reproduction de leur réussite sur un marché. Soumis à la compétition, ils doivent systématiquement chercher à améliorer la productivité par la spécialisation et par l’innovation technique pour survivre. Sous le féodalisme, les paysans possèdent encore leur moyen de subsistance et ne sont donc pas soumis aux compulsions économiques du marché pour payer une rente à un propriétaire. Ainsi , selon Brenner, les paysans, lorsque libérés des contraintes du servage sans être mis en dépendance au marché, ont généralement en Europe maintenu une production agraire essentiellement destinée à leur subsistance. Dès lors, le retrait des contraintes du marché ne serait pas ce qui expliquerait la transition au capitalisme pour Brenner.

### Conflit de classe
Brenner défend que la transition au capitalisme doit être expliquée par d’autres facteurs que les variations démographiques ou économiques. Pour lui, la sortie du féodalisme à partir du XVe siècle dépend des relations de pouvoir particulières entre les différentes classes dans différentes régions d’Europe. Seule l’Angleterre connait une transition vers des relations sociales de propriété capitaliste en agriculture à partir du XVIIe siècle.
À la différence de l’ouest de l’Europe, la paysannerie de l’Est ne s’est pas constituée d’institutions villageoises de régulation économique et d’autonomie politique qui auraient permis de résister aux seigneurs . L’est de l’Europe connait alors une intensification du servage. L’augmentation de l’extraction de surplus, soit une partie de la production paysanne (en nature, en argent ou en travail), et la restriction de la mobilité par les seigneurs sur les paysans ont nui au développement industriel et à l’urbanisation.
En France, la propriété paysanne a pu se renforcer au début de la période moderne, alors qu’elle se désintégrait en Angleterre. Brenner explique leur différence de trajectoire en raison d’une divergence d’alliances entre l’État centralisé, la paysannerie et les seigneurs. En France, l’État central a pu développer un pouvoir d’extraction de surplus indépendant à travers l’impôt sur la terre et entrer en compétition avec les seigneurs. L’État central français « avait donc intérêt à limiter les loyers des propriétaires afin de permettre aux paysans de payer plus d’impôts — et donc à intervenir contre les propriétaires pour (…) établir et sécuriser la propriété paysanne. » De même, les organisations paysannes locales pouvaient plus facilement résister à leurs seigneurs locaux qu’à l’État central. Les révoltes paysannes du début de la période moderne en France auraient par ailleurs été dirigées en partie contre l’État central en raison de conflits sur l’impôt. Les paysans propriétaires, ayant une production essentiellement orientée vers la reproduction de leur ménage, faisaient donc face à très peu d’incitatifs à entreprendre une production compétitive de type capitaliste, selon Brenner.
« En Angleterre, en revanche, la centralisation monarchique s’est développée, en particulier à partir de la fin du XVe siècle, en relation et en dépendance ultime avec des classes de propriétaires, comme en témoigne le plus dramatiquement la croissance contemporaine des institutions parlementaires. » Plusieurs membres de la noblesse supportaient alors la centralisation des pouvoirs politiques afin de contrôler les activités de seigneurs de guerre nuisibles au développement économique et afin de saper la propriété paysanne à travers le mouvement des enclosures. Après la chute démographique à la fin du XIVe siècle et au XVe siècle en Angleterre, plusieurs exploitations paysannes gérées par la coutume sont abandonnées puis réappropriées par des seigneurs. En utilisant, en plus, des failles juridiques permettant l’expropriation des paysans possédants des droits coutumiers, les seigneurs anglais ont réussi à contrôler une large part des terres cultivables.  À travers une forme de mise aux enchères des terres, celles-ci passent d’un modèle régi par la coutume (copyhold) à un modèle régi par des baux (leasehold), permettant ainsi une spéculation sur la terre et transformant la relation propriétaire/locataire. On verrait alors, selon Brenner, apparaitre une mise en concurrence pour la location des terres. Afin d’offrir des revenus plus intéressants aux propriétaires et donc demeurer en possession de moyens de production, les fermiers capitalistes doivent vendre leurs marchandises à des prix inférieurs à la concurrence. Ils se voient ainsi pousser vers la spécialisation et vers l’investissement de capitaux en innovation technologique. Comme le dira Ellen M. Wood, le marché devient alors davantage un « impératif plutôt qu’une opportunité ». Pour Brenner, l’origine du capitalisme provient donc de la campagne anglaise où s’instaure la structure propriétaire/locataire capitaliste/travailleurs salariés.

### Réception
En 1978, Michael Postan et John Hatcher ont décrit  le débat comme une tentative de déterminer si des explications cycliques malthusiennes de la population et du développement, ou des explications relatives à la classe sociale, ont présidé aux changements démographiques et économiques en Europe. Le débat a mis en cause les idées reçues sur les relations de classes dans l’économie anglaise au Moyen Âge en particulier - et les sociétés agricoles caractérisées par le servage en général, ainsi que sur l’historiographie plus large de l’économie de la féodalité à partir du XXe siècle (à la fois à l’Ouest et dans l’Union soviétique).
Même si les idées clés de Brenner n’ont pas abouti à un consensus le débat est resté influent dans l’érudition du XXIe siècle,,. De l'avis de Shami Ghosh, la thèse de Brenner propose un cadre explicatif de l'évolution de ce qu'il appelle « le capitalisme agraire » en Angleterre aux XVe et XVIe siècles.